# Егоркино (Татарстан)
Егоркино (чув. Якурккел) — село в Нурлатском районе Республики Татарстан Российской Федерации.
Расположено на р. Аксумла, в 11 км СЗ от г. Нурлат. Исторические названия — Клевлина, Аксумла.
Основано в нач. 18 в. переселенцами из Цивильского и Козьмодемьянского уездов. В 19 в. входило в Чистопольский уезд Казанской. губернии. С середины 19 в. проживают также русские (25 %).
Число жителей: в нач. 18 в. — 54 чел.; 1764—333; 1857—791; 1897—1295; 1989—932; 2002—1008 чел. (чуваши, русские).

## Известные люди
- Ефремова, Екатерина Иосифовна — художник по вышивке.